# Triammatus chevrolati
Triammatus chevrolati är en skalbaggsart som beskrevs av Francis Polkinghorne Pascoe 1857. Triammatus chevrolati ingår i släktet Triammatus och familjen långhorningar. Inga underarter finns listade i Catalogue of Life.